# 772
Вижте пояснителната страница за други значения на 772.